# Distretto di Brickaville
Il distretto di Brickaville è un distretto del Madagascar situato nella regione di Atsinanana. Ha per capoluogo la città di Brickaville.
La popolazione del distretto è di 178 185 abitanti (censimento 2011).